# Pio Ortelli
Pio Ortelli (* 12. Januar 1910 in Mendrisio; † 20. Juni 1963 ebenda) war ein Schweizer Pädagoge und Schriftsteller.

## Leben
Pio Ortelli war der Sohn des Kleinunternehmers Martino Ortelli. Er besuchte das Gymnasium in Lugano und studierte Geisteswissenschaften an der Universität Pavia. Danach wurde er anfangs Mitarbeiter des Radios der italienischen Schweiz und später Lehrer für Italienisch, Latein und Geschichte am Untergymnasium in Mendrisio. Dort wurde er 1954 zum Rektor ernannt und blieb in dieser Stellung, bis er verstarb.

### Schriftstellerisches Wirken
Pio Ortelli war Mitarbeiter der Tageszeitung Corriere del Ticino sowie am Kulturteil des Giornale del Popolo. Von 1937 bis 1953 veröffentlichte er eine Gedichtsammlung, drei Sammlungen mit Kurzgeschichten und zwei Bände mit Reiseprosa. Sein bedeutendster Roman, der 1948 erschien, war der autobiografische Familienroman La cava della sabbia, der 1970 von Pio Fontana (1927–2001) mit einer Portraitskizze neu aufgelegt wurde.

## Schriften (Auswahl)
- Stadi di un’esperienza. Istituto editoriale ticinese, Bellinzona 1937.
- Radiocronaca dal Museo Segantini. Pro Grigioni Italiano, 1939.
- Appunti di un mobilitato. Istituto editoriale ticinese, Bellinzona/Lugano 1941.
- La cava della sabbia. 1948.
- Tre giorni e altri racconti militari. 1948.
- La torre di legno. 1951.
- Viaggio in Sardegna. Ed. Giornale del popolo, Lugano 1954.
- Démolition du palais Pollini à Mendrisio. Walter Verlag, Olten 1958. (Deutsch: Abbruch des Palazzo Pollini in Mendrisio).